# Fabien Boisvert
Pour l’article homonyme, voir Boisvert.
Fabien Boisvert (21 juin 1839-12 novembre 1897) fut un agriculteur et homme politique fédéral  du Québec.

## Biographie
Né à Bécancour dans le Bas-Canada, il étudie au Séminaire de Nicolet. Élu député du Parti conservateur dans la circonscription fédérale de Nicolet lors d'une élection partielle déclenchée après le décès du député Athanase Gaudet en 1888. Il se représente pas en 1891, mais il revient sur la scène politique en 1896. Il est mort en fonction en 1897, permettant au libéral Joseph-Hector Leduc de reprendre sa circonscription suite à une élection partielle.